# Вільшанська волость (Звенигородський повіт)
Вільшанська волость — історична адміністративно-територіальна одиниця Звенигородського повіту Київської губернії з центром у містечку Вільшана.
Станом на 1886 рік складалася з 14 поселень, 4 сільських громад. Населення — 9184 особи (4426 чоловічої статі та 4758 — жіночої), 1345  дворових господарства.
|                     | Площа, десятин | У тому числі орної, дес. |
| ------------------- | -------------- | ------------------------ |
| Сільських громад    | 6148           | 5237                     |
| Приватної власності | 8961           | 7380                     |
| Іншої власності     | 151            | 134                      |
| Загалом             | 15260          | 12751                    |

Поселення волості:
- Вільшана — колишнє власницьке містечко при річці Вільшанка за 25 верст від повітового міста, 3000 осіб, 457 дворів, православна церква, каплиця, синагога, єврейський молитовний будинок, школа, лікарня, 2 постоялих двори, 6 постоялих будинків, 27 лавок, базари, 4 кузні, 11 вітряних млинів, 3 крупорушки, маслобійний, свічковий і механічний заводи. За 5 верст — бурякоцукровий завод з каплицею, лікарнею, механічні майстерні.
- Вербівка — колишнє власницьке село при річці Вільшанка, 1700 осіб, 337 дворів, православна церква, школа, 2 постоялих будинки, 5 вітряних млинів.
- Воронівка — колишнє власницьке село при річці Вільшанка, 1900 осіб, 403 двори, православна церква, школа, 2 постоялих будинки, 5 вітряних млинів, винокурний завод.
- Петрики — колишнє власницьке село, 700 осіб, 97 дворів, постоялий будинок, лавка, 3 вітряних млини.

Старшинами волості були:
- 1909—1915 роках — Іван Лаврентійович Оселедько[2],[3],[4],[5],[6].